# Kirpítxnoie (Krasnodar)
Kirpítxnoie - Кирпичное (rus) - és un poble del krai de Krasnodar, a Rússia. Es troba als vessants meridionals de l'extrem oest del Caucas occidental, a la vora del riu Tuapsé. És a 12 km al nord-est de Tuapsé i a 98 km al sud de Krasnodar.
Pertany al poble de Gueórguiievskoie.